# إيليو فيوروتشي
إيليو فيوروتشي (بالإيطالية: Elio Fiorucci)‏ (10 يونيو 1935 - 19 يوليو 2015 م) مصمم أزياء إيطالي ومؤسس علامة فيوروتشي للأزياء.

## روابط خارجية
- Love Therapy website
- Last Word obituary on BBC Radio 4